# Quarantänebecken
Als Quarantänebecken bezeichnet man in der Aquaristik die Aquarien, in denen Fische isoliert gehalten werden. In ihnen wird meist auf einen Bodengrund sowie auf Dekorationsmaterial verzichtet. Damit wird sichergestellt, dass das Becken einfach zu desinfizieren ist, wenn der Fisch wieder im normalen Aquarium gepflegt werden kann.

## Anwendungsbereiche
- In Quarantänebecken werden Fische gehalten, die Krankheitssymptome aufweisen. Im Quarantänebecken ist eine gezielte Behandlung mit Medikamenten möglich. Die meisten Medikamente sind dabei wasserlöslich und werden ins Aquarienwasser gegeben.

- Neu gekaufte Fische werden für einige Tage im Quarantänebecken gehalten, um zu vermeiden, dass sie Krankheitskeime auf bereits im normalen Aquarium gehälterte Fische übertragen.

- Zierfischimporteure und Großhändler halten gleichfalls neu eingekaufte Fische für eine Zeitdauer von ein bis zwei Wochen in einem Quarantänebecken, da der Stress des Transports aus den Exportländern die Fische krankheitsanfälliger macht.